# Barrio Isla 10
Barrio Isla 10 o Ex Isla 10 es un barrio del municipio de General Fernández Oro, Departamento General Roca, Provincia de Río Negro, Argentina. Se encuentra 5 km al sur de General Fernández Oro, 1 km al sur de la Ruta Nacional 22 y 500 m al norte del cauce principal del  río Negro. Es una zona inundable, sus viviendas son de construcción sencilla, y la mayor fuente de ingresos es el trabajo en las chacras.
Cuenta con una escuela, puesto de salud, templos católico y evangélico, agua potable, alumbrado público, una plaza y un salón de usos múltiples. En 2012 comenzaron las obras para llevar la red de gas natural al barrio.

## Población
Contó con 312 habitantes (Indec, 2010), lo que representó un incremento del 3,6% frente a los 301 habitantes (Indec, 2001) del censo anterior.

El censo 2022 registró una población de 355 habitantes que se repartieron entre 176 hombres y 179 mujeres. Sin embargo, las cifras obtenidas fueron estimativas solo teniendo en cuenta a la población en viviendas particulares; es decir, excluyendo del dato a la población institucional y las personas sin hogar. Gracias a este censo también fue posible conocer su densidad y tamaño urbano.
| Evolución demográfica |
|                       |
| INDEC                 |